# Москопольские говоры

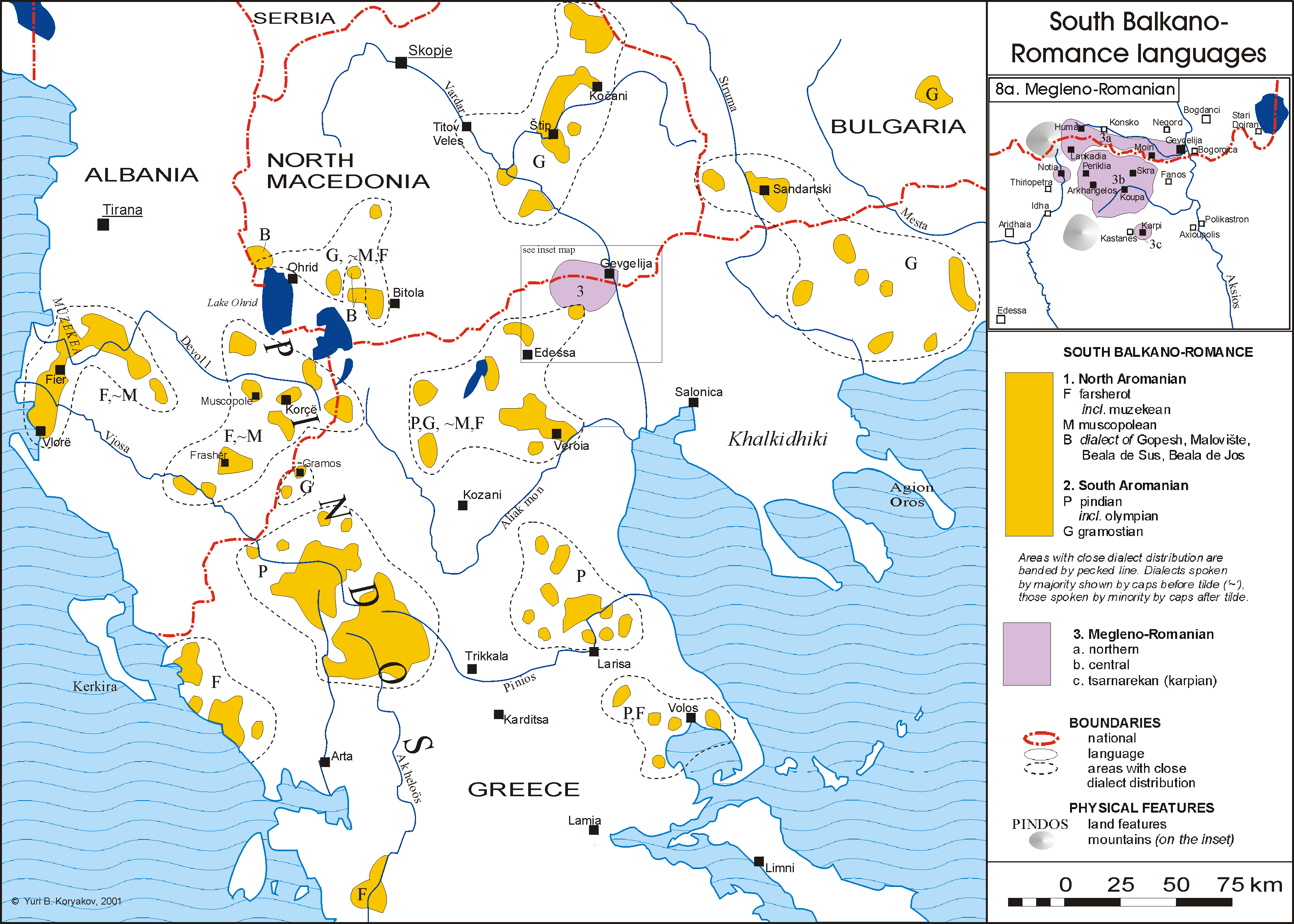
Ареал москопольских говоров на карте распространения арумынского и мегленорумынского языков

Москопо́льские го́воры (также москопольский диалект) — говоры арумынского языка, распространённые в различных районах южной Албании, в ряде районов северной Греции и в юго-западных районах Македонии. Входят вместе с фаршеротскими и мюзекерскими говорами, а также говорами Гопеша, Муловиште, Бяла де Сус и Бяла де Жос в североарумынскую диалектную зону, противопоставленную южноарумынской зоне, включающей грамостянские, пиндские и олимпские говоры.

## Общие сведения
Область распространения москопольких говоров не образует компактного ареала. Как и все остальные арумынские говоры москопольские распространены в виде мелких островных ареалов в окружении сплошных ареалов греческого, албанского, македонского и других языков. Область распространения москопольких говоров сосредоточена как правило в горных районах трёх соседних государств — Албании, Греции и Македонии. Исходный ареал москопольских говоров находился в городе Москополе (Мосхополис, Воскопоя) и его окрестностях. После разрушения Москополе албанскими мусульманами в XVIII веке носители москопольских говоров расселились на запад, север и восток от этого города и заняли современную область распространения:

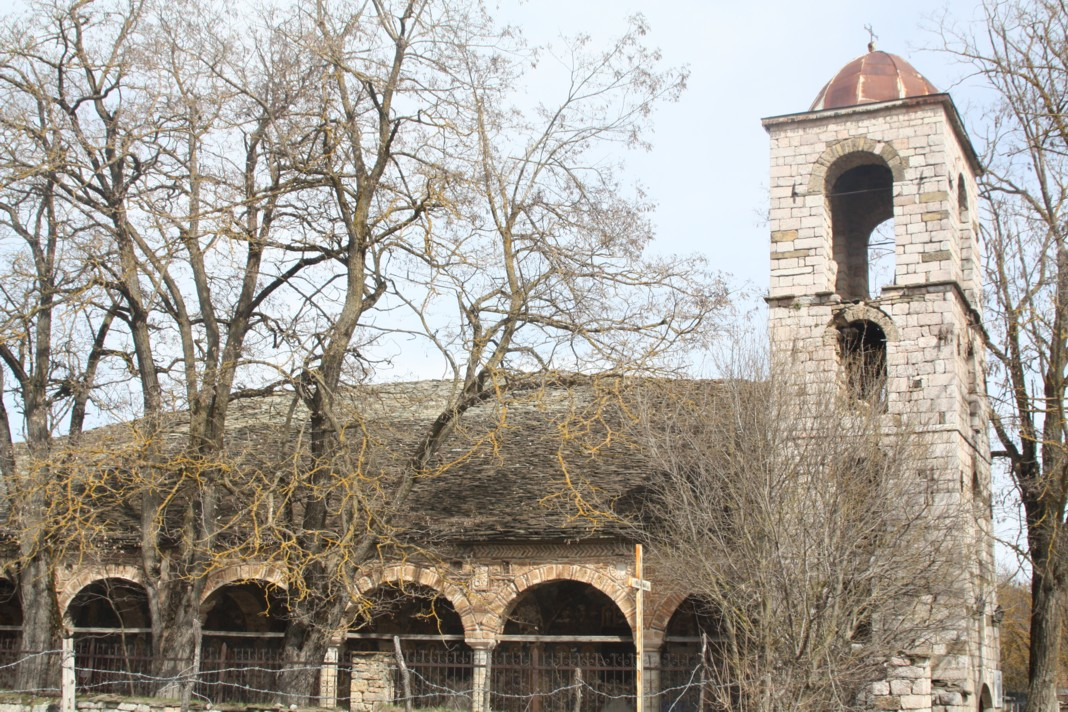
Церковь в городе Москополе (изначальном ареале москопольских говоров)

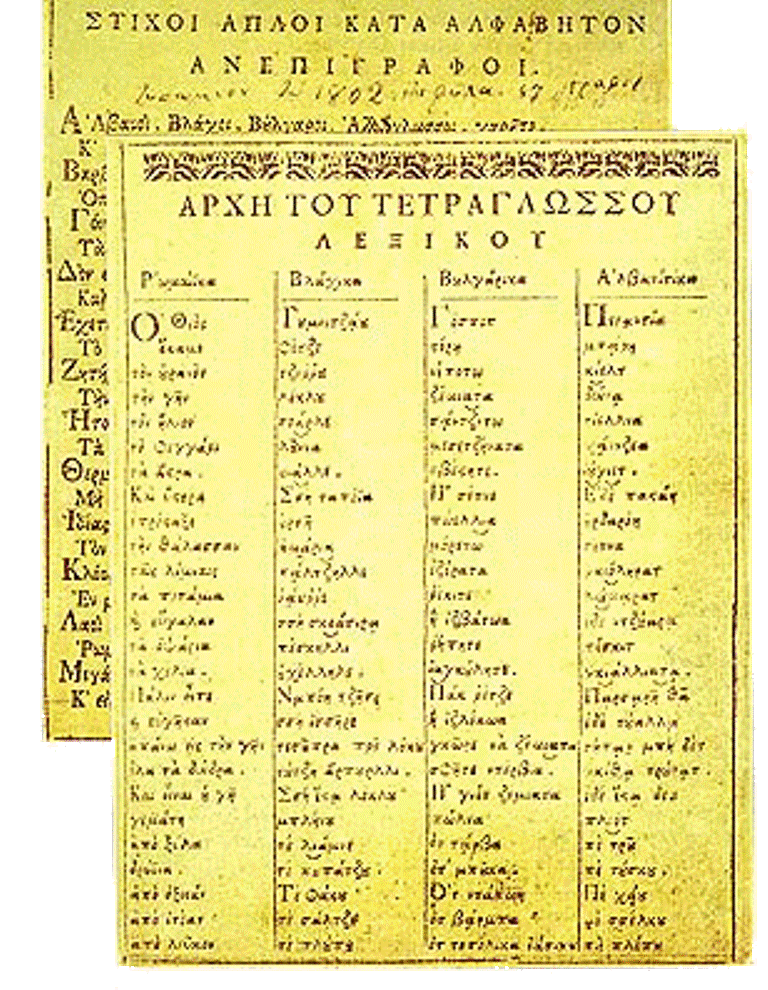
Четырёхъязычный (греческий, албанский, арумынский и болгарский) словарь, созданный около 1770 года в Москополе

- северную Грецию (греческую часть Македонии), в которой они расселены чересполосно и по соседству с носителями пиндских, грамостянских и фаршеротских говоров;
- юго-западную часть Республики Македония, в которой они живут чересполосно и по соседству с носителями грамостянских и фаршеротских говоров, а также обособленных говоров Гопеша, Муловиште, Бяла де Сус и Бяла де Жос;
- южную Албанию, в которой наряду с носителями москопольских говоров представлены носители фаршеротских говоров, составляющих большинство арумынского населения; в отличие от фаршеротов носители москопольских говоров в Албании живут преимущественно в городах.

Чёткие диалектные границы у москопольских с другими арумынскими говорами отсутствуют.
Носители москопольских говоров образуют особую группу арумын («племенную ветвь»), известную под названием «москопольцы». В отличие, например, от фаршеротов или грамостян этноним «москопольцы» (рум. moscopoleni) малоупотребителен среди самих арумын. Данный этноним имеет искусственное происхождение и используется прежде всего в научных работах. Название «москопольцы» связано с исходным ареалом расселения москопольцев, оно происходит от названия города Москополе, находящегося на юго-востоке Албании.
В целом для арумын характерно неустойчивое национальное самосознание, а осознание языкового единства у них полностью отсутствует, некоторые арумыны ранее считали, что их речь является диалектом румынского языка, в настоящее время полагают, что говорят на диалекте греческого или языков других народов, в окружении которых они живут.
По классификации арумынских диалектов, составленной К. Мариоцяну, москопольские говоры включены в группу не фаршеротских диалектов (A-диалектов), в которую входят почти все говоры арумынского языка. A-диалекты противопоставлены в этой классификации фаршеротским диалектам (F-диалектам). Согласно диалектной дифференциации арумынского языка, предложенной Т. Капиданом, москопольские говоры включены в североарумынскую диалектную зону.

## Диалектные особенности
Москопольские говоры характеризуются диалектными чертами, объединяющими все говоры североарумынского ареала. В их число включают:
- отсутствие противопоставления фонем /ǝ/ и /ɨ/;
- переход дифтонгов e̯a, o̯a в монофтонги: e̯a > ɛ, o̯a > ɔ;
- отсутствие в ряде позиций неслоговых конечных гласных [i] и [u].

Фонетическая система москопольских говоров во многом сходна с системой фонетики фаршеротских говоров, вместе с тем у них есть и ряд различий. Так, в москопольских говорах в отличие от фаршеротских отмечаются такие черты, как:
- отсутствие неслоговых конечных гласных [i] и [u] после групп согласных muta cum liquida[нем.]: porcu «свинья», preftu «священник», но sócru «свёкор» — во множественном числе — socri «свёкры»;
- реализация фонемы /l/ как велярной согласной [ł] чаще всего в заимствованиях из албанского языка: hałdósă «барсук», bułár «дракон»;
- отсутствие фонемы /j/ < /v/, в соответствии этой фонеме в москопольских говорах употребляется согласный [g’]: [g’it͜sǝ́lu] «телёнок», в южноарумынских говорах — [jit͜sǝ́lu];
- форма определённого артикля в родительном-дательном падеже единственного числа женского рода: -l’i (< -l’eɪ̯).